# گوان شین
گوان شین (انگلیسی: Guan Xin؛ زادهٔ ۲۴ ژانویهٔ ۱۹۸۷) بازیکن بسکتبال زن اهل چین است.
وی در مسابقات کشوری و بین‌المللی در مجموع برندهٔ ۵ مدال طلا، ۱ مدال نقره شده‌است.